# Žalm 28
Žalm 28 („K tobě, Hospodine, volám“) je biblický žalm. V překladech, které číslují podle Septuaginty, se jedná o 27. žalm. Žalm je nadepsán takto: „Davidův.“ Podle některých vykladačů toto nadepsání znamená, že žalm byl určen pro krále z Davidova rodu. Tradiční židovský výklad připisuje sepsání takto označených žalmů přímo králi Davidovi. Spis Šimuš Tehilim („Užití Žalmů“), jehož autorem je zřejmě židovský učenec Chaj Ga'on (939–1038), uvádí, že recitace 28. žalmu pomáhá přimět nepřítele, aby přistoupil na smír.